# Парасол
Парасол (на френски: parasol - чадър), е аеродинамична схема за поставяне на самолетното крило на самолети моноплани. Характерното за такова конструктивно решение е, че крилото е разположено високо над фюзелажа на самолета, така че пилотската кабина и двигателя са закрепени и се носят от крилото посредством стойки, подпори и стабилизиращи кабелни обтяжки от телени въжета (при по-стари модели самолети). Названието е получило известност от самолета Моран-Солне L (Morane-Saulnier L), известен като Моран-Парасол.
Характерното за тази аеродинамична самолетна схема са устойчивостта и стабилността на самолета по време на полет. За това е намерила приложение при конструирането на самолети в т. ч. бойни и изтребители през 30-те години на ХХ век. Добрият обзор от кабината е предимство на този тип самолети, но имат високо челно съпротивление от подпорите или мощната конзола, свързващи крилото и фюзелажа, което намалява скоростните и аеродинамични характеристики на летателния апарат.
Конструкцията тип парасол се използва при конструирането на хидроплани от типа летяща лодка. Високо разположеното крило и монтираните на него мотогондоли благоприятстват излитането и кацането. Пример за такава конструкция са хидропланите Dornie DO 18 и Каталина с масивен обтекаем пилон – конзола, свързваща крилото и фюзелажа, като са намалени броят на подпорите, влошаващи аеродинамиката на самолета.
Понастящем по тази аеродинамична схема се конструират и строят самолети от любители самолетостроители.

## Галерия
- Хидропланът Каталина
- Любителска конструкция на моноплан-парасол
- Схема на конструкция тип „парасол“

|  | Уикипедия разполага с Портал:Авиация |